# Grand Prix automobile du Mexique 1966
GP précédent GP suivant
Le Grand Prix du Mexique 1966 (V° Gran Premio de Mexico), disputé sur le circuit de Mexico le 23 octobre 1966, est la cent-cinquantième épreuve du championnat du monde de Formule 1 courue depuis 1950 et la neuvième et dernière manche du championnat 1966.

## Contexte avant la course

### Le championnat du monde
Après cinq années de Formule 1 1 500 cm3, formule dérivée de l'ancienne Formule 2 en vigueur de 1957 à 1960, la Commission sportive internationale (C.S.I.) a décidé lors de son comité exécutif de décembre 1963 de porter à trois litres la cylindrée des nouvelles F1, mesure entrée en vigueur le 1er janvier 1966. Le nouveau règlement autorise à nouveau l'utilisation de moteurs suralimentés, avec un coefficient deux pour la cylindrée (soit un maximum de 1 500 cm3 en cas d'utilisation d'un compresseur volumétrique ou d'un turbocompresseur). La réglementation s'appuie sur les points suivants :
- pas de cylindrée minimale
- cylindrée maximale : 3 000 cm3 si moteur atmosphérique ou 1 500 cm3 si moteur suralimenté
- poids minimal : 500 kg (à sec)
- roues non carénées
- double circuit de freinage obligatoire
- arceau de sécurité obligatoire (le haut du cerceau devant dépasser le casque du pilote)
- démarreur de bord obligatoire
- carburant commercial obligatoire
- ravitaillement en huile interdit durant la course
- distance minimale d'un Grand Prix : 300 km
- distance maximale d'un Grand Prix : 400 km
- distance minimale pour être classé : 90% de la distance parcourue par le vainqueur

Bien que ne disposant que d'un moteur dérivé de la grande série, Jack Brabham a dominé le championnat 1966, remportant quatre victoires consécutives. Outre un troisième titre mondial acquis dès le Grand Prix d'Italie, le champion australien a de plus triomphé comme constructeur, la Coupe revenant aux Brabham à moteur Repco. Données favorites en début de saison, les Ferrari ne répondirent pas aux attentes de leurs supporters, le départ de John Surtees en milieu d'année à la suite d'un conflit interne ayant privé la Scuderia de son meilleur atout.

### Le circuit

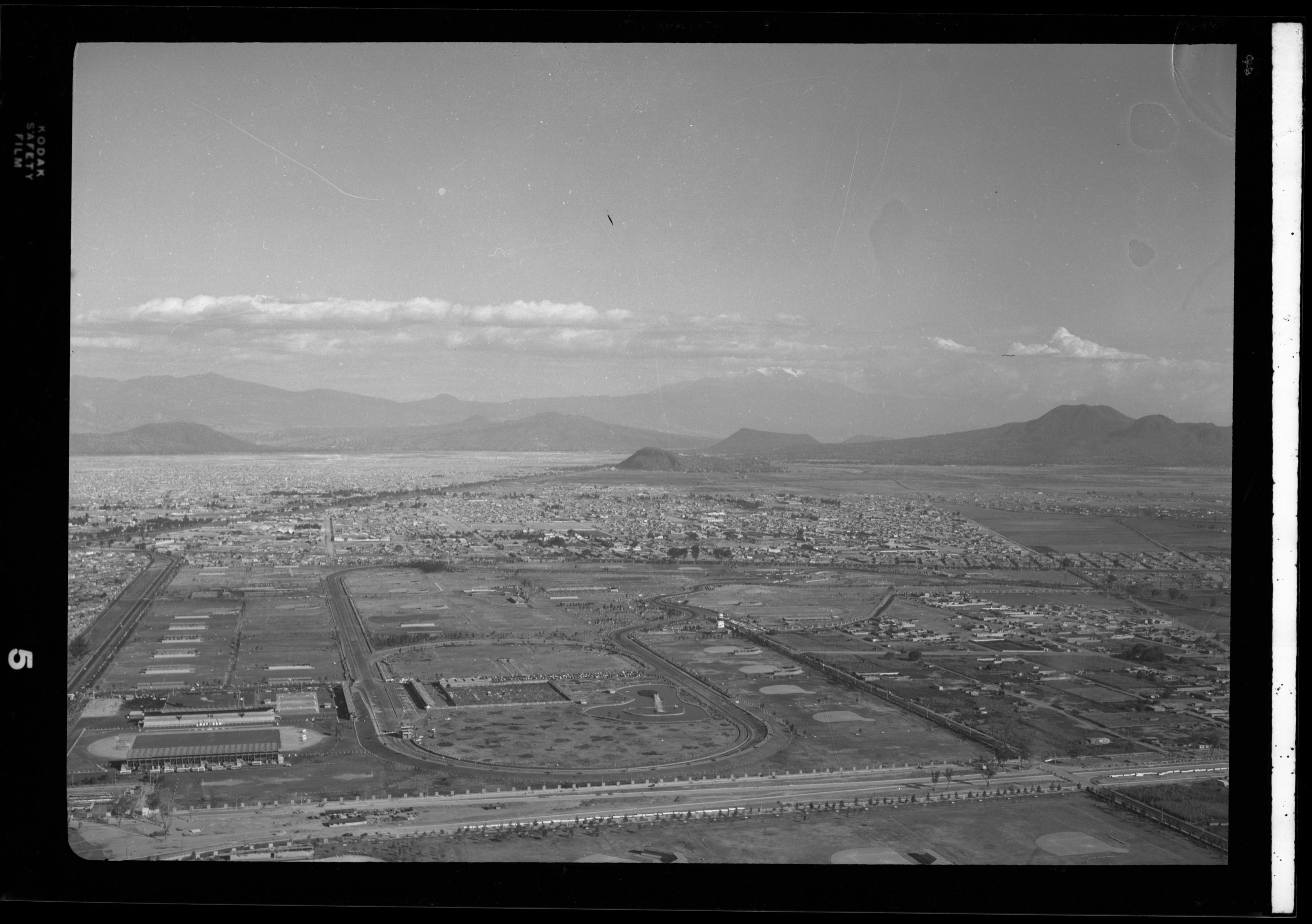
Le circuit Magdalena Mixhuca, dans la banlieue sud-est de Mexico.

Doté de très grand stands et d'immenses tribunes couvertes servant également de garages, le circuit Magdalena Mixhuca se caractérise par sa modernité et sa capacité d'accueil. Situé dans la banlieue sud-est de Mexico, il comprend une partie routière et un anneau de vitesse. Le tracé de cinq kilomètres utilisé pour les Grands Prix combine le circuit routier et une partie de l'ovale, dont la courbe à 180° baptisée «Peraltada». L'altitude élevée (2 285 mètres) pénalise le rendement des moteurs, la perte de puissance sur les «3 litres» étant de l'ordre de vingt pour cent par rapport à celle mesurée au niveau de la mer. Lors de la précédente édition du Grand Prix, Dan Gurney avait établi un nouveau record officiel de la piste, ayant réalisé en course un tour à 155,4 km/h de moyenne au volant de sa Brabham.

## Monoplaces en lice
Note : les puissances des moteur, basées sur les mesures des bancs d'essais, sont données à titre indicatif : en raison de l'altitude élevée, les puissances disponibles sur le circuit de Mexico sont inférieures à celles indiquées.
- Lotus 33 & 43 "Usine"

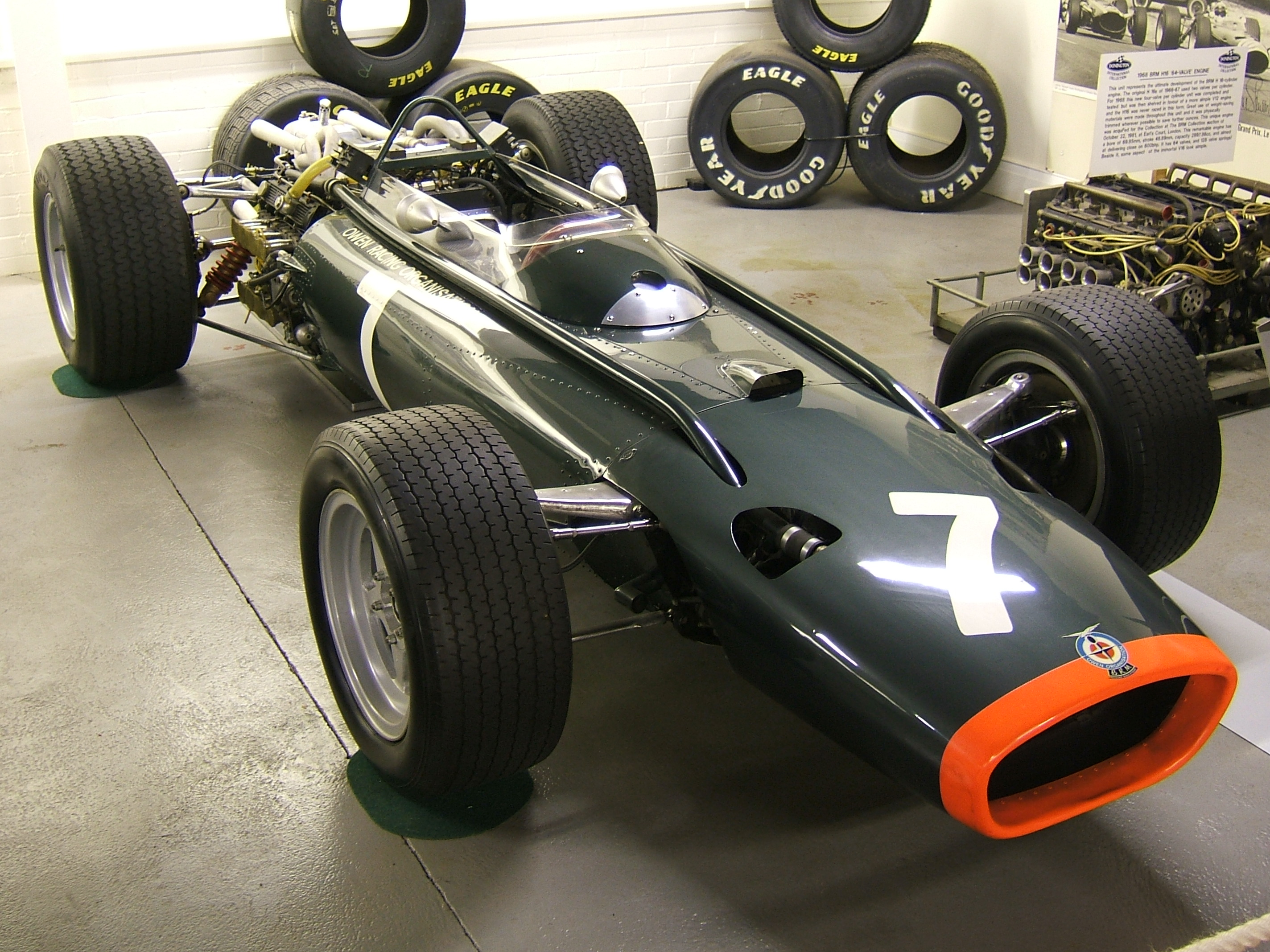
L'imposante BRM P83, à moteur 16 cylindres.

Le Team Lotus aligne les trois mêmes voitures qu'à Watkins Glen, le modèle 43 à moteur 16 cylindres BRM étant aux mains de Jim Clark, tandis que ses coéquipiers Peter Arundell et Pedro Rodríguez disposant des anciens modèles 33, Arundell ayant un moteur V8 BRM 2 litres d'environ 260 chevaux et Rodríguez un V8 Climax FWMV MkIX (1970 cm3, 240 chevaux à 8800 tr/min. Alimenté par injection indirecte Lucas, le 16 cylindres est puissant, développant plus de 400 chevaux à 10000 tr/min mais aussi très lourd (250 kg), la Lotus 43 accusant 700 kg sur la balance contre 500 pour les petites 33. Les Lotus sont chaussées de pneus Firestone.
- Lotus 25 privée

L'équipe de Tim Parnell a engagé son ancienne Lotus 25 à moteur V8 BRM 2 litres (260 chevaux) et boîte de vitesses Hewland à cinq rapports pour Mike Spence. Elle est équipée de pneus Firestone.
- BRM P83 "Usine"

Après les casses subies lors de la dernière course, l'équipe d'Alfred Owen dispose de moteurs 16 cylindres entièrement refaits sur les trois BRM P83 présentes. Sur celle de Graham Hill, avec dernière version du système d'allumage, chaque chambre s'enflamme tour à tour, alors que sur celle de Jackie Stewart et sur le mulet on a conservé un système de «double V8», avec combustion simultanée de deux cylindres à la fois. Les P83 pèsent environ 700 kg. Après plusieurs épreuves disputées avec des pneus Goodyear, l'équipe va essayer la dernière évolution des pneus Dunlop.
- BRM P261 privée

Comme à Watkins Glen, Innes Ireland dispose de la BRM P261 à moteur V8 deux litres, engagée par Bernard White. Elle est chaussée de pneus Goodyear.
- Brabham BT20 "Usine"

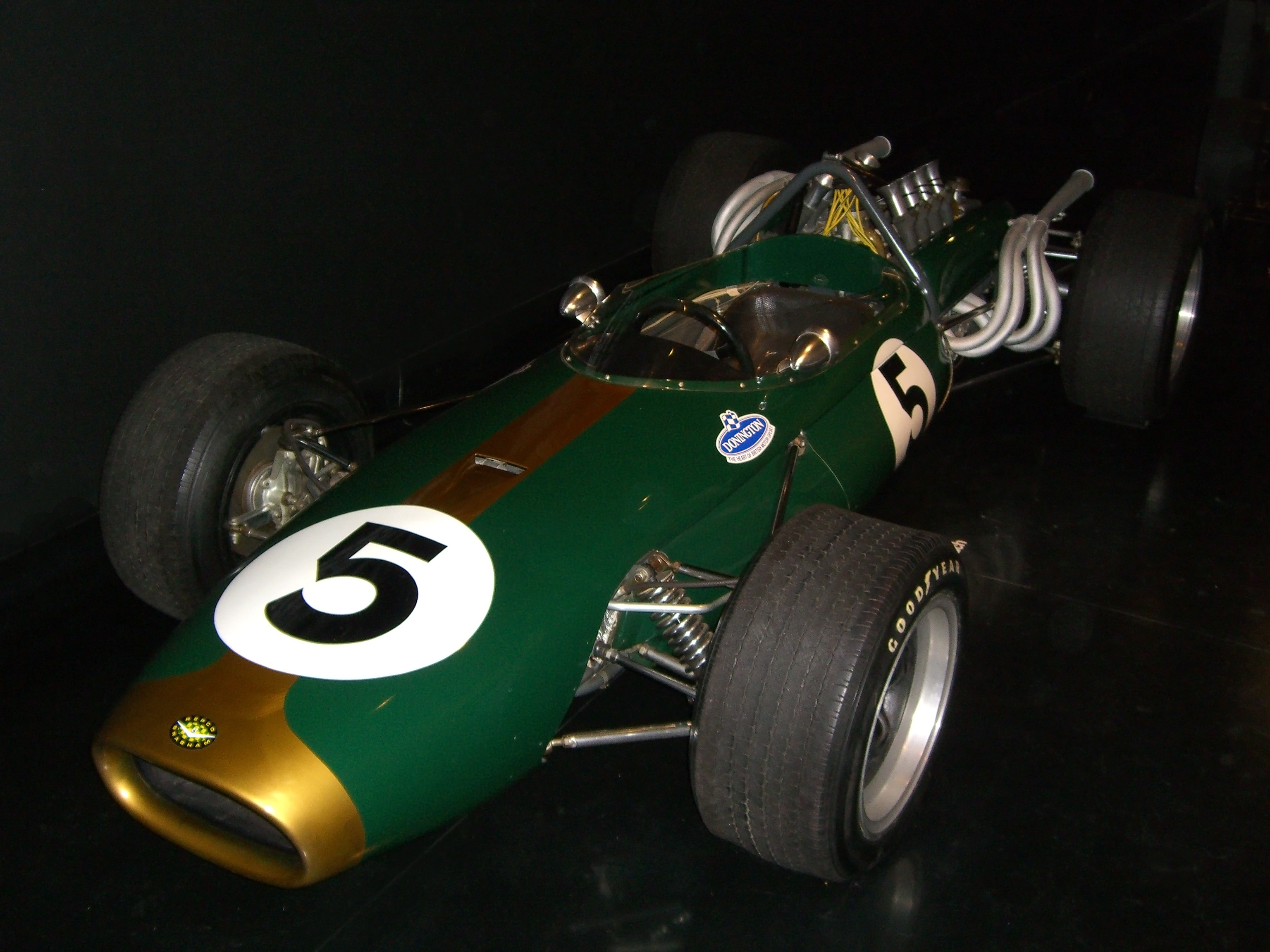
La Brabham BT20 à moteur V8 Repco.

L'équipe championne du monde a amené ses deux BT20 à moteur V8 Repco, qui seront aux mains de Jack Brabham et de Denny Hulme. Contrairement aux autres monoplaces engagées, à structure monocoque, ces voitures ont un châssis multitubulaire, constitué de tubes ronds. Elles pèsent 540 kg. Dans son évolution la plus récente, le V8 Repco, alimenté par un système d'injection indirecte Lucas, développe près de 330 chevaux à 7250 tr/min. La transmission est assurée par une boîte de vitesses Hewland à cinq rapports. Les Brabham utilisent exclusivement des pneus Goodyear.
- Cooper T81 "Usine"

Problématique en début de saison, le comportement des pataudes Cooper T81 s'est constamment amélioré au fil des courses, notamment depuis l'arrivée dans l'équipe de John Surtees, transfuge de la Scuderia Ferrari, pilote très rapide et réputé pour ses talents de metteur au point. Le remplacement des pneus Dunlop par les nouvelles gommes Firestone a également contribué à l'amélioration de la tenue de route sur piste sèche. L'équipe dirigée par Roy Salvadori a engagé trois voitures pour l'épreuve mexicaine, Surtees étant épaulé par Jochen Rindt et le pilote local Moisés Solana. Ces monoplaces sont animées par un moteur V12 Maserati dérivé de celui testé (sans succès) par le constructeur de Modène sur ses Maserati 250F en 1957. Il est alimenté par un système d'injection Lucas. Dans sa version la plus récente, à double allumage, il délivre près de 360 chevaux à 9000 tr/min. La transmission est assurée par une boîte de vitesses ZF à cinq rapports. Les T81 pèsent 620 kg à vide.
- Cooper T81 privées

Rob Walker Racing Team engage son habituelle T81 à moteur Maserati pour Joseph Siffert, le pilote privé Joakim Bonnier disposant d'un modèle identique. Les voitures fournies par Cooper aux écuries privées sont techniquement identiques à celles d'usine mais utilisent un V12 à simple allumage, d'une puissance de l'ordre de 330 chevaux. Siffert et Bonnier utilisent des pneus Firestone.
- Honda RA273 "Usine"

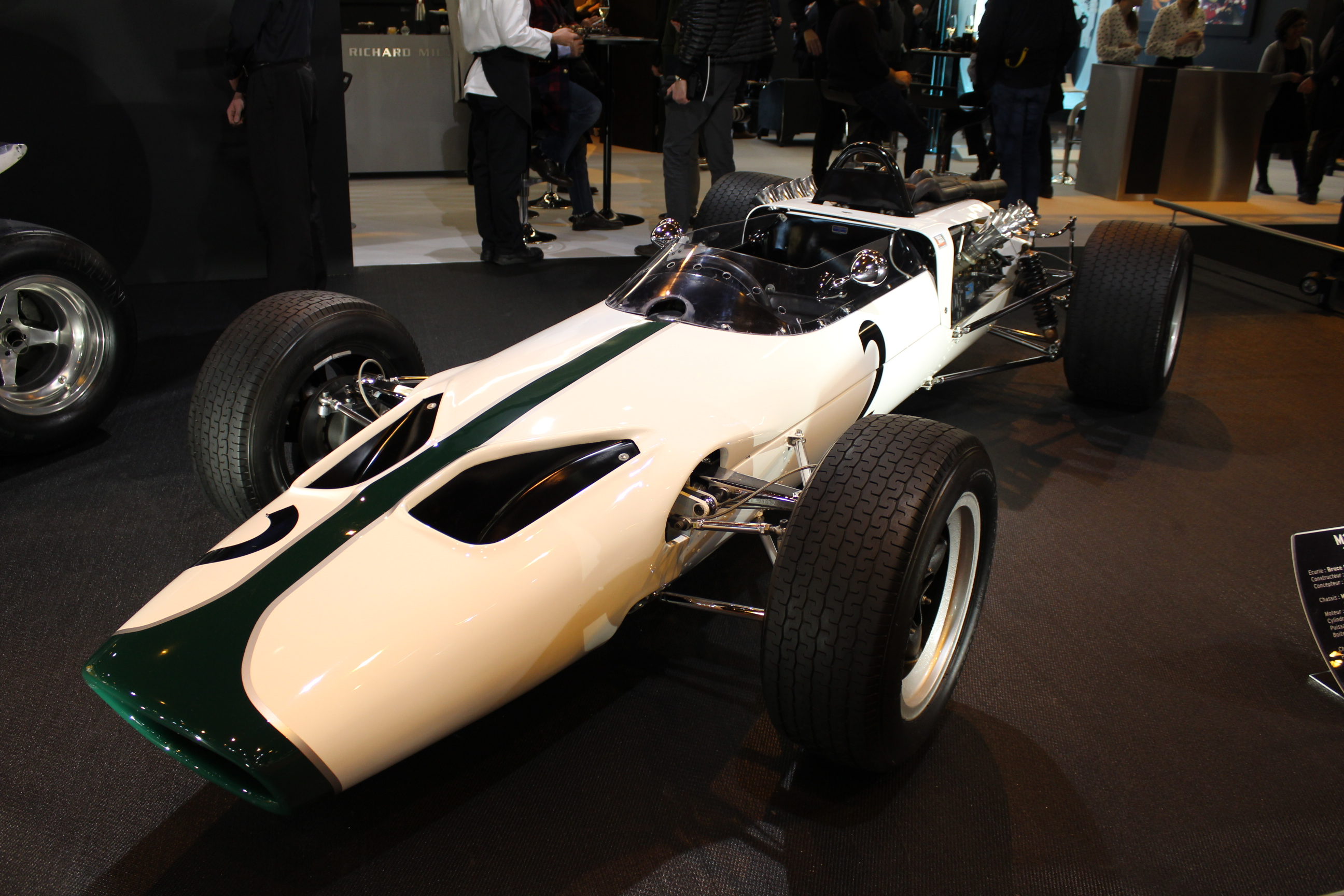
La McLaren M2B est équipée d'un moteur V8 Ford initialement conçu pour les courses d'IndyCar.

Le constructeur japonais a engagé deux RA273 pour Richie Ginther et Ronnie Bucknum. Avec les 420 chevaux à 10500 tr/min délivrés par le V12 alimenté par un système d'injection indirecte Honda et bénéficiant d'une distribution à quatre soupapes par cylindre, ces monoplaces sont les plus puissantes du plateau mais aussi les plus lourdes (745 kg à vide). Elles sont dotées d'une boîte de vitesses est à cinq rapports et de pneus Goodyear. La monoplace de Ginther est pourvue de voies élargies par rapport à celle de Bucknum.
- McLaren M2B "Usine"

Le pilote-constructeur néo-zélandais Bruce McLaren utilise le même matériel qu'à Watkins Glen, le V8 Ford monté sur sa M2B, d'une puissance de 325 chevaux à 9500 tr/min, ayant toutefois été totalement vérifié par les motoristes de Détroit. La structure monocoque de cette monoplace de 530 kg englobe le réservoir de carburant. La transmission est assurée par une boîte de vitesses ZF à cinq rapports. McLaren utilise des pneus Firestone.
- Eagle T1F & T1G "Usine"

Si Dan Gurney dispose de son Eagle T1G à moteur V12 Weslake, la monoplace de son coéquipier Bob Bondurant utilise encore un ancien bloc quatre cylindres Climax FPF de 2,7 litres sur sa T1F. Les deux voitures ont des châssis identiques et utilisent une boîte cinq vitesses Hewland. Le V12 est doté d'un système d'injection directe Lucas et développe 375 chevaux à 10000 tr/min, contre seulement 255 à 8000 tr/min pour le 4 cylindres. La version V12 est toutefois plus lourde que la T1F (600 kg contre 530) et les dernières courses ont montré que le moteur Weslake manquait encore de mise au point. Les Eagle sont chaussées de pneus Goodyear.

## Coureurs inscrits
| no | Pilote          | Écurie                      | Constructeur | Modèle              | N° châssis | Moteur                                | Pneumatiques |
| -- | --------------- | --------------------------- | ------------ | ------------------- | ---------- | ------------------------------------- | ------------ |
| 1  | Jim Clark       | Team Lotus                  | Lotus        | Lotus 43            | 43/1       | BRM P75 H16                           | F            |
| 2  | Peter Arundell  | Team Lotus                  | Lotus        | Lotus 33            | 33 R11     | BRM P56 V8                            | F            |
| 3  | Graham Hill     | Owen Racing Organisation    | BRM          | BRM P83             | 8302       | BRM P75 H16                           | G            |
| 4  | Jackie Stewart  | Owen Racing Organisation    | BRM          | BRM P83             | 8303       | BRM P75 H16                           | G            |
| 4T | Jackie Stewart  | Owen Racing Organisation    | BRM          | BRM P83             | 8301       | BRM P75 H16                           | D            |
| 5  | Jack Brabham    | Brabham Racing Organisation | Brabham      | Brabham BT20        | F1-1-66    | Repco 620 V8                          | G            |
| 6  | Denny Hulme     | Brabham Racing Organisation | Brabham      | Brabham BT20        | F1-2-66    | Repco 620 V8                          | G            |
| 7  | John Surtees    | Cooper Car Company          | Cooper       | Cooper T81          | F1-6-66    | Maserati 9/F1 V12                     | F            |
| 8  | Jochen Rindt    | Cooper Car Company          | Cooper       | Cooper T81          | F1-3-66    | Maserati 9/F1 V12                     | G            |
| 9  | Moisés Solana   | Cooper Car Company          | Cooper       | Cooper T81          | F1-7-66    | Maserati 9/F1 V12                     | G            |
| 10 | Innes Ireland   | Bernard White Racing        | BRM          | BRM P261            | 2615       | BRM P60 V8                            | G            |
| 11 | Pedro Rodríguez | Team Lotus                  | Lotus        | Lotus 33            | 33 R11     | Coventry Climax FWMV MkIX V8          | F            |
| 12 | Richie Ginther  | Honda R&D Company           | Honda        | Honda RA273         | F102       | Honda RA273E V12                      | G            |
| 14 | Ronnie Bucknum  | Honda R&D Company           | Honda        | Honda RA273         | F103       | Honda RA273E V12                      | G            |
| 15 | Dan Gurney      | Anglo-American Racers       | Eagle        | Eagle T1G Eagle T1F | 102 101    | Weslake 58 V12 Coventry Climax FPF L4 | G            |
| 16 | Bob Bondurant   | Anglo-American Racers       | Eagle        | Eagle T1F Eagle T1G | 101 102    | Coventry Climax FPF L4 Weslake 58 V12 | G            |
| 17 | Bruce McLaren   | Bruce McLaren Motor Racing  | McLaren      | McLaren M2B         | M2B/1      | Ford 406 V8                           | F            |
| 18 | Mike Spence     | Reg Parnell Racing          | Lotus        | Lotus 25            | 25 R3      | BRM P56 V8                            | F            |
| 19 | Joseph Siffert  | Rob Walker Racing Team      | Cooper       | Cooper T81          | F1-2-66    | Maserati 9/F1 V12                     | F            |
| 22 | Joakim Bonnier  | Joakim Bonnier Racing Team  | Cooper       | Cooper T81          | F1-5-66    | Maserati 9/F1 V12                     | F            |

## Qualifications
Après une courte session d'entraînement le vendredi matin, deux séances qualificatives de quatre heures chacune sont prévues, les vendredi et samedi après-midi précédant la course.

### Première séance - vendredi 21 octobre
Malgré la séance d'essais libres ayant eu lieu le matin, beaucoup de mise au point reste à effectuer au sein des équipes lorsque commencent les qualifications, le vendredi à treize heures : en raison de la faible pression atmosphérique et de la température élevée, les techniciens doivent faire face à des problèmes de carburation et de refroidissement, la plupart des nouveaux moteurs «3 litres» n'ayant jamais été expérimentés en altitude. De plus, de nombreux chiens errants viennent perturber le déroulement de la session ; après seulement quelques tours, Innes Ireland va percuter l'un d'eux, endommageant le nez et un bras de suspension de sa BRM ! Après une première période consacrée aux réglages, Pedro Rodríguez va être le premier à établir un temps de référence, accomplissant un tour à 155,6 km/h de moyenne au volant de la Lotus à moteur V8 Climax. Il ne reste pas longtemps en tête d'affiche, Jack Brabham, après une série de tours de rodage de son nouveau moteur Repco, parvenant à tourner sous la barre des 1 min 55 s, à 156,6 km/h. Au volant de sa puissante Cooper, John Surtees tente de répliquer mais rencontre aussitôt des problèmes de carburation et de surchauffe, contrairement à son coéquipier Jochen Rindt qui ne rencontre aucun souci avec sa monoplace. Malgré leur puissance supérieure, les Honda de Richie Ginther et de Ronnie Bucknum ne s'avèrent pas aussi compétitives que prévu, en proie à de sérieux problèmes de tenue de route. Après optimisation de ses réglages, la Lotus à moteur 16 cylindres va se montrer performante et Jim Clark bat à plusieurs reprises le record de la piste. Mais alors qu'il vient de réaliser un tour à 157,8 km/h de moyenne, il perd une masse d'équilibrage du vilebrequin et un nuage de fumée s'échappe aussitôt du seize cylindres BRM, les projections d'huile atteignant le pilote au cou, causant quelques sérieuses brûlures. C'est Brabham qui aura le dernier mot, tournant en toute fin de séance à 158 km/h, son coéquipier Denny Hulme réalisant pour sa part le troisième temps, à trois dixièmes de seconde de Clark. Sujettes à des ennuis de tenue de route, les deux BRM officielles n'ont pas permis à Graham Hill et Jackie Stewart de tenir leur rang habituel, Hill ayant de plus dû composer avec une chute de puissance de son moteur seize cylindres. Le V12 Weslake monté sur l'Eagle de Dan Gurney n'a jamais pu fonctionner correctement, l'essence arrivant mal et le moteur aspirant en outre de l'huile du reniflard. Le pilote-constructeur américain a terminé sa séance au volant de la voiture de son coéquipier Bob Bondurant, toujours équipée de l'antique quatre cylindres Climax, avec laquelle il est parvenu à réaliser le septième temps, derrière Rindt et Surtees.

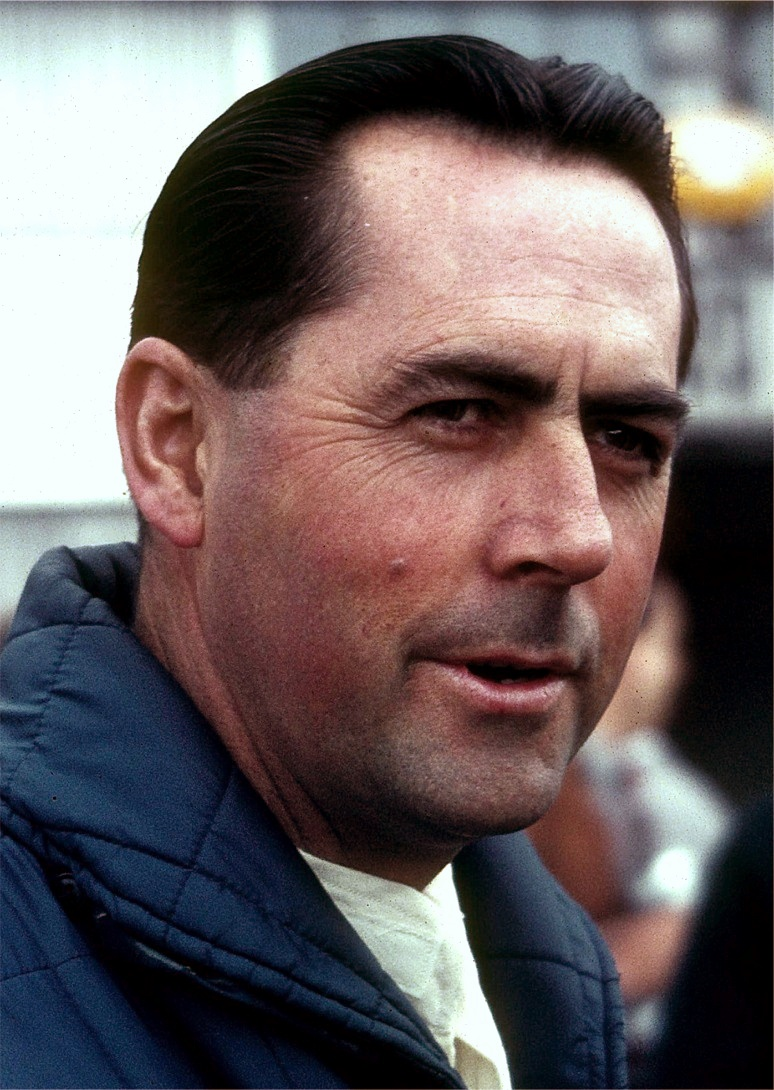
Jack Brabham a une nouvelle fois fait honneur à son titre mondial en se montrant le plus rapide de la première journée d'essais.

| Pos. | Pilote          | Écurie          | Temps         | Écart    |
| ---- | --------------- | --------------- | ------------- | -------- |
| 1    | Jack Brabham    | Brabham-Repco   | 1 min 53 s 95 |          |
| 2    | Jim Clark       | Lotus-BRM       | 1 min 54 s 06 | + 0 s 11 |
| 3    | Denny Hulme     | Brabham-Repco   | 1 min 54 s 36 | + 0 s 41 |
| 4    | Pedro Rodríguez | Lotus-Climax    | 1 min 54 s 78 | + 0 s 83 |
| 5    | Jochen Rindt    | Cooper-Maserati | 1 min 54 s 91 | + 0 s 96 |
| 6    | John Surtees    | Cooper-Maserati | 1 min 55 s 10 | + 1 s 15 |
| 7    | Dan Gurney      | Eagle-Climax    | 1 min 55 s 69 | + 1 s 74 |
| 8    | Richie Ginther  | Honda           | 1 min 55 s 73 | + 1 s 78 |
| 9    | Joseph Siffert  | Cooper-Maserati | 1 min 56 s 17 | + 2 s 22 |
| 10   | Jackie Stewart  | BRM             | 1 min 56 s 64 | + 2 s 69 |
| 11   | Joakim Bonnier  | Cooper-Maserati | 1 min 56 s 81 | + 2 s 86 |
| 12   | Moisés Solana   | Cooper-Maserati | 1 min 57 s 44 | + 3 s 49 |
| 13   | Bob Bondurant   | Eagle-Climax    | 1 min 57 s 99 | + 4 s 04 |
| 14   | Mike Spence     | Lotus-BRM       | 1 min 58 s 01 | + 4 s 06 |
| 15   | Ronnie Bucknum  | Honda           | 1 min 58 s 41 | + 4 s 46 |
| 16   | Graham Hill     | BRM             | 1 min 59 s 24 | + 5 s 29 |
| 17   | Innes Ireland   | BRM             | 1 min 59 s 38 | + 5 s 43 |
| 18   | Bruce McLaren   | McLaren-Ford    | 2 min 00 s 68 | + 6 s 73 |
| 19   | Peter Arundell  | Lotus-BRM       | 2 min 00 s 79 | + 6 s 84 |

### Deuxième séance - samedi 22 octobre

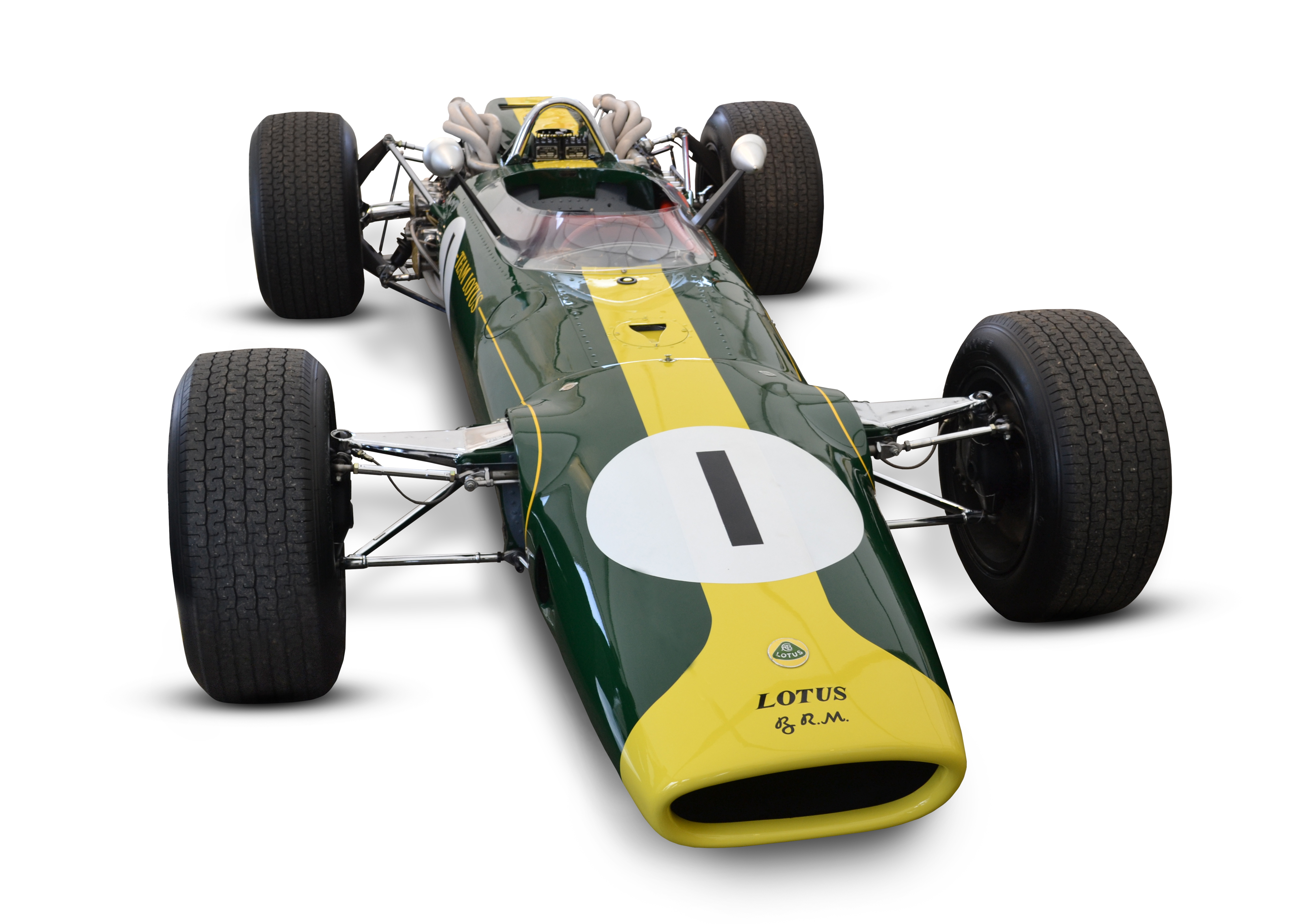
Après sa victoire à Watkins Glen, Jim Clark s'est de nouveau montré très compétitif au volant de la Lotus 43 à moteur 16 cylindres et s'est octroyé une place en première ligne.

Il fait encore plus chaud que la veille le samedi après-midi, pour la deuxième session qualificative. Sur la plupart des monoplaces, les entrées d'air ont été agrandies et des écopes ont été ajoutées. Malgré tout beaucoup ont encore des problèmes de démarrage et certains doivent utiliser des chiffons mouillés ou verser lentement de l'eau sur les éléments les plus chauds du moteur afin d'éviter le phénomène de vapor lock lorsque les monoplaces sont arrêtées au stand. Alors que Brabham commence ses essais en testant de nouveaux pneus mais sa chaîne de distribution casse après seulement quelques tours, immobilisant pour quelques heures le champion australien, ses mécaniciens s'affairant à monter le moteur de réserve (moins puissant) sur sa monoplace. Le V12 de Gurney n'est toujours pas au point et le pilote américain doit se rabattre une nouvelle fois sur la monoplace de Bondurant, qui se retrouve à pied pour la journée. Alors que son coéquipier Bucknum est accablé d'ennuis (Durit claquée, puis embrayage collé et enfin boîte de vitesses bloquée), Ginther parvient à améliorer le comportement de sa Honda en faisant modifier les réglages de suspension. Il y a cependant peu d'activité en piste durant les trois premières heures, et aucun pilote n'a encore poussé sa machine dans les derniers retranchements. La tension commence à monter à partir de seize heures, avec tout d'abord Rindt qui s'approche à deux dixièmes de secondes du temps réalisé le vendredi par Brabham. Sans paraître forcer son talent, Clark réalise alors une série de tours extrêmement rapides et parvient à établir la moyenne record de 158,6 km/h. Son moteur de rechange rendant trente chevaux au précédent, Brabham n'est pas en mesure de rivaliser. Comme le V12 de la monoplace de Surtees a tendance à chauffer et qu'un des joints de culasse est en train de lâcher, l'équipe Cooper a prévu d'installer un nouveau moteur. Clark semble assuré de partir en pole position mais dans les dernières minutes Surtees décide d'effectuer une dernière sortie avant l'intervention de ses mécaniciens ; tirant le maximum de sa machine, il parvient en seulement deux tours lancés à devancer Clark de trois dixièmes de secondes, s'octroyant la meilleure place sur la grille. Derrière Surtees et Clark, Ginther a décroché le troisième temps et partira à l'intérieur de la deuxième, au côté de Brabham qui bénéficie de sa performance du vendredi mais devra se résigner à prendre le départ avec un moteur ayant déjà de nombreuses courses à son actif. Les pilotes BRM n'ont pu résoudre leur problème de tenue de route et Hill n'a obtenu que le septième temps, Stewart le dixième. Tous deux ont cependant pu constater que les derniers pneus Goodyear montés en fin de séance leur faisaient gagner environ une seconde au tour par rapport aux pneus Dunlop, aussi préfèreront-ils les pneumatiques américains pour la course. Meilleur pilote des écuries privées, Mike Spence s'est qualifié en onzième position juste avant de perdre une roue et de percuter le rail de sécurité ; il n'est pas blessé mais doit déclarer forfait, sa Lotus ne pouvant être réparée à temps pour le Grand Prix.
| Pos. | Pilote          | Écurie          | Temps         | Écart    |
| ---- | --------------- | --------------- | ------------- | -------- |
| 1    | John Surtees    | Cooper-Maserati | 1 min 53 s 18 |          |
| 2    | Jim Clark       | Lotus-BRM       | 1 min 53 s 50 | + 0 s 32 |
| 3    | Richie Ginther  | Honda           | 1 min 53 s 56 | + 0 s 38 |
| 4    | Jochen Rindt    | Cooper-Maserati | 1 min 54 s 19 | + 1 s 01 |
| 5    | Denny Hulme     | Brabham-Repco   | 1 min 54 s 21 | + 1 s 03 |
| 6    | Jack Brabham    | Brabham-Repco   | 1 min 54 s 34 | + 1 s 16 |
| 7    | Graham Hill     | BRM             | 1 min 54 s 61 | + 1 s 43 |
| 8    | Dan Gurney      | Eagle-Climax    | 1 min 54 s 93 | + 1 s 75 |
| 9    | Pedro Rodríguez | Lotus-Climax    | 1 min 55 s 09 | + 1 s 91 |
| 10   | Jackie Stewart  | BRM             | 1 min 55 s 90 | + 2 s 72 |
| 11   | Mike Spence     | Lotus-BRM       | 1 min 55 s 98 | + 2 s 80 |
| 12   | Joseph Siffert  | Cooper-Maserati | 1 min 55 s 99 | + 2 s 81 |
| 13   | Joakim Bonnier  | Cooper-Maserati | 1 min 56 s 49 | + 3 s 31 |
| 14   | Ronnie Bucknum  | Honda           | 1 min 56 s 59 | + 3 s 41 |
| 15   | Bruce McLaren   | McLaren-Ford    | 1 min 56 s 84 | + 3 s 66 |
| 16   | Innes Ireland   | BRM             | 1 min 57 s 46 | + 4 s 28 |
| 17   | Moisés Solana   | Cooper-Maserati | 1 min 58 s 70 | + 5 s 52 |
| 18   | Peter Arundell  | Lotus-BRM       | 2 min 01 s 14 | + 7 s 96 |
| 19   | Bob Bondurant   | Eagle-Weslake   | 2 min 02 s 88 | + 9 s 70 |

### Tableau final des qualifications
| Pos. | Pilote          | Écurie          | Temps         | Écart    | Commentaire               |
| ---- | --------------- | --------------- | ------------- | -------- | ------------------------- |
| 1    | John Surtees    | Cooper-Maserati | 1 min 53 s 18 |          | temps réalisé le samedi   |
| 2    | Jim Clark       | Lotus-BRM       | 1 min 53 s 50 | + 0 s 32 | temps réalisé le samedi   |
| 3    | Richie Ginther  | Honda           | 1 min 53 s 56 | + 0 s 38 | temps réalisé le samedi   |
| 4    | Jack Brabham    | Brabham-Repco   | 1 min 53 s 95 | + 0 s 77 | temps réalisé le vendredi |
| 5    | Jochen Rindt    | Cooper-Maserati | 1 min 54 s 19 | + 1 s 01 | temps réalisé le samedi   |
| 6    | Denny Hulme     | Brabham-Repco   | 1 min 54 s 21 | + 1 s 03 | temps réalisé le samedi   |
| 7    | Graham Hill     | BRM             | 1 min 54 s 61 | + 1 s 43 | temps réalisé le samedi   |
| 8    | Pedro Rodríguez | Lotus-Climax    | 1 min 54 s 78 | + 1 s 60 | temps réalisé le vendredi |
| 9    | Dan Gurney      | Eagle-Climax    | 1 min 54 s 93 | + 1 s 75 | temps réalisé le samedi   |
| 10   | Jackie Stewart  | BRM             | 1 min 55 s 90 | + 2 s 72 | temps réalisé le samedi   |
| 11   | Mike Spence     | Lotus-BRM       | 1 min 55 s 98 | + 2 s 80 | temps réalisé le samedi   |
| 12   | Joseph Siffert  | Cooper-Maserati | 1 min 55 s 99 | + 2 s 81 | temps réalisé le samedi   |
| 13   | Joakim Bonnier  | Cooper-Maserati | 1 min 56 s 49 | + 3 s 31 | temps réalisé le samedi   |
| 14   | Ronnie Bucknum  | Honda           | 1 min 56 s 59 | + 3 s 41 | temps réalisé le samedi   |
| 15   | Bruce McLaren   | McLaren-Ford    | 1 min 56 s 84 | + 3 s 66 | temps réalisé le samedi   |
| 16   | Moisés Solana   | Cooper-Maserati | 1 min 57 s 44 | + 4 s 26 | temps réalisé le vendredi |
| 17   | Innes Ireland   | BRM             | 1 min 57 s 46 | + 4 s 28 | temps réalisé le samedi   |
| 18   | Bob Bondurant   | Eagle-Climax    | 1 min 57 s 99 | + 4 s 81 | temps réalisé le vendredi |
| 19   | Peter Arundell  | Lotus-BRM       | 2 min 00 s 79 | + 7 s 61 | temps réalisé le vendredi |

## Grille de départ

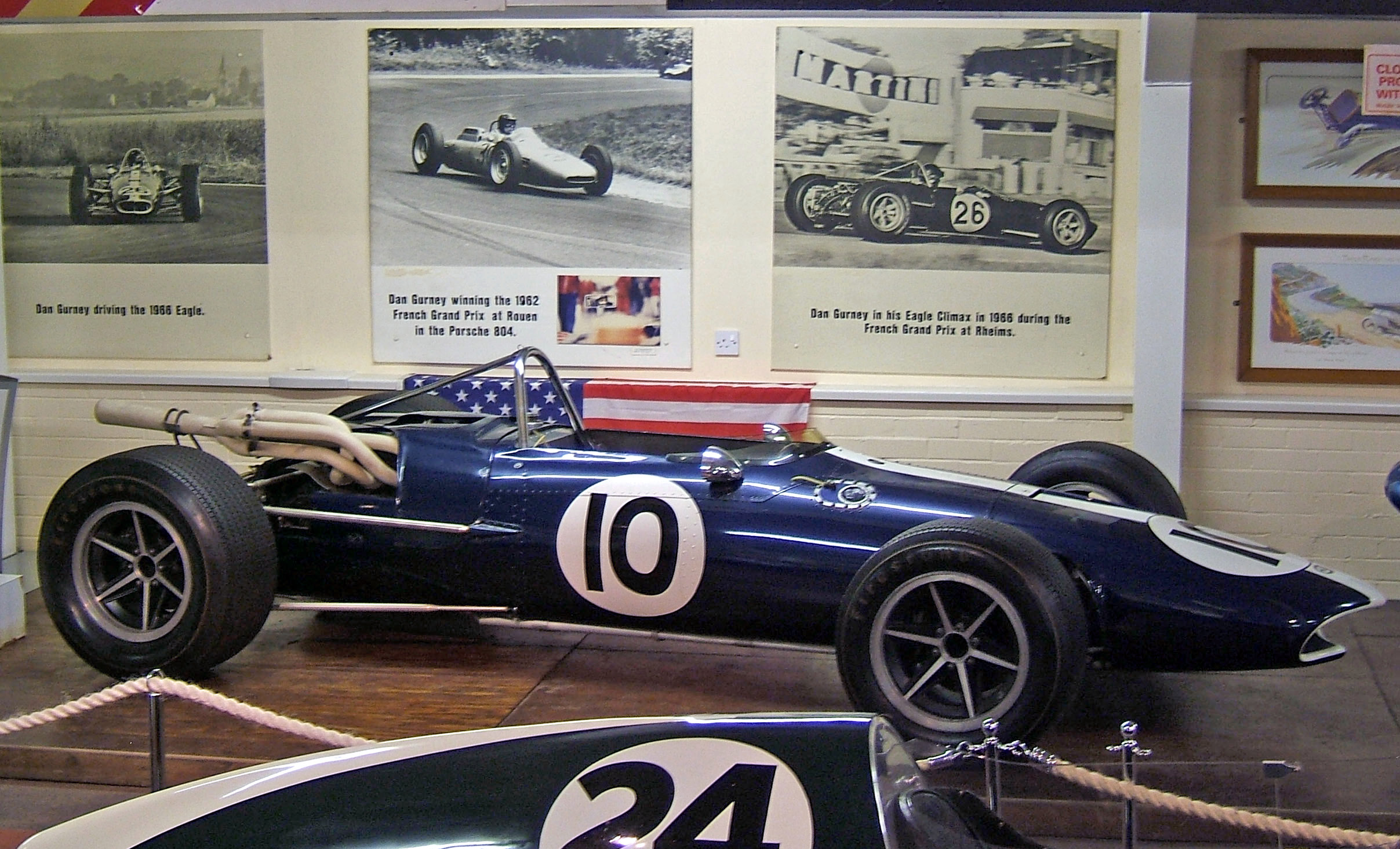
L'Eagle T1F à moteur quatre cylindres de Dan Gurney ; le pilote-constructeur américain devait initialement courir sur la version V12, mais une multitude de problèmes techniques l'ont incité à emprunter la voiture de son coéquipier Bob Bondurant.

| 1re ligne |                               | Pos. 2                        |                              | Pos. 1                       |
|           |                               | Clark Lotus 1 min 53 s 50     |                              | Surtees Cooper 1 min 53 s 18 |
| 2e ligne  | Pos. 4                        |                               | Pos. 3                       |                              |
|           | Brabham 1 min 53 s 95         |                               | Ginther Honda 1 min 53 s 56  |                              |
| 3e ligne  |                               | Pos. 6                        |                              | Pos. 5                       |
|           |                               | Hulme Brabham 1 min 54 s 21   |                              | Rindt Cooper 1 min 54 s 19   |
| 4e ligne  | Pos. 8                        |                               | Pos. 7                       |                              |
|           | Rodríguez Lotus 1 min 54 s 78 |                               | G. Hill BRM 1 min 54 s 61    |                              |
| 5e ligne  |                               | Pos. 10                       |                              | Pos. 9                       |
|           |                               | Stewart BRM 1 min 55 s 90     |                              | Gurney Eagle 1 min 54 s 93   |
| 6e ligne  | Pos. 12                       |                               | Pos. 11                      |                              |
|           | Bonnier Cooper 1 min 56 s 49  |                               | Siffert Cooper 1 min 55 s 99 |                              |
| 7e ligne  |                               | Pos. 14                       |                              | Pos. 13                      |
|           |                               | McLaren 1 min 56 s 84         |                              | Bucknum Honda 1 min 56 s 59  |
| 8e ligne  | Pos. 16                       |                               | Pos. 15                      |                              |
|           | Ireland BRM 1 min 57 s 46     |                               | Solana Cooper 1 min 57 s 44  |                              |
| 9e ligne  |                               | Pos. 18                       |                              | Pos. 17                      |
|           |                               | Bondurant Eagle 2 min 02 s 88 |                              | Arundell Lotus 2 min 00 s 79 |

- Auteur du onzième temps sur sa Lotus à moteur V8 BRM, Mike Spence aurait dû s'élancer de l'intérieur de la sixième ligne mais, accidenté lors de la deuxième séance d'essais, a dû déclarer forfait, sa monoplace ne pouvant être réparée pour la course.
- Le temps réalisé par Bondurant sur son Eagle à moteur 4 cylindres Climax lors de la première séance d'essais qualificatifs n'a pas été retenu, le pilote américain ayant ensuite dû échanger sa voiture avec celle à moteur V12 Weslake de son coéquipier Dan Gurney. Seulement crédité du temps réalisé le samedi avec l'Eagle-Weslake, Bondurant partira en dernière position[7].

## Déroulement de la course

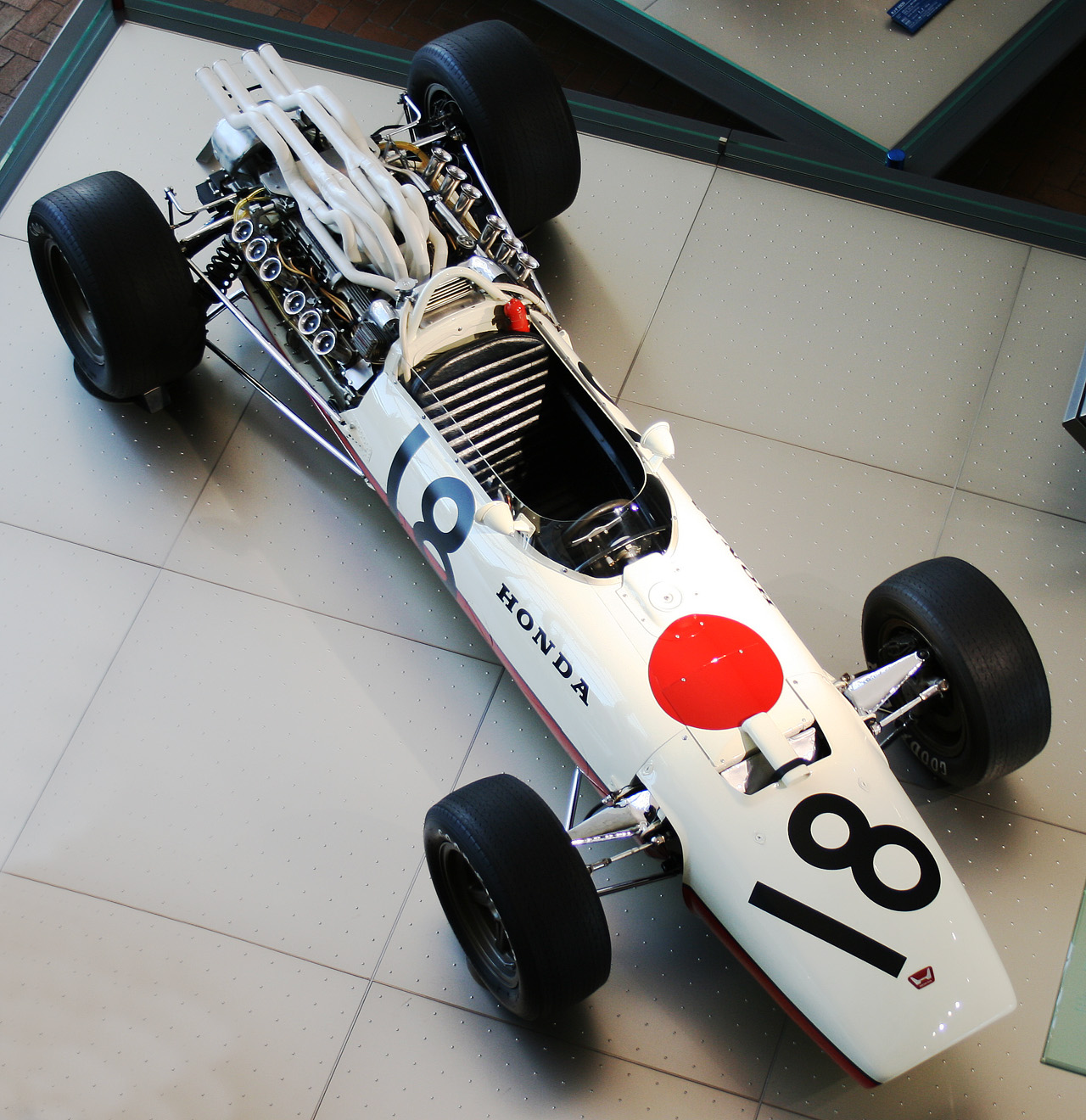
Une Honda RA273 semblable à celle de Richie Ginther. Auteur du record du tour en course, le pilote californien a cependant été retardé par des problèmes d'alimentation puis de surchauffe et a manqué de peu la troisième place.

Il fait beau et chaud lorsque le départ est donné, le dimanche après-midi, devant plus de cent vingt mille spectateurs. Le directeur de course abaisse son drapeau alors que les pilotes viennent à peine de se mettre en place, créant une certaine confusion. Richie Ginther en profite pour infiltrer sa Honda entre la Cooper de John Surtees et la Lotus de Jim Clark, qui occupaient la première ligne. L'Américain entraîne dans son sillage la Cooper de Jochen Rindt, également très bien parti. Tous deux abordent le premier virage en tête et repassent dans cet ordre devant les tribunes, moins d'une seconde les séparant. Ils sont suivis d'assez près par le pilote-constructeur Jack Brabham et son coéquipier Denny Hulme, ce dernier étant talonné par Surtees. Légèrement décroché, Clark mène le reste du peloton. Au début du deuxième tour, Brabham profite de l'aspiration pour déborder Rindt avant de prendre l'avantage sur Ginther au freinage suivant, s'emparant du commandement de la course. Le moteur de Ginther commence à avoir des ratés et le pilote californien se fait successivement dépasser par Rindt, Surtees et Hulme au cours du troisième tour. La piste est devenue glissante et la moyenne a légèrement baissé. Au cinquième tour, Surtees dépasse son coéquipier Rindt pour le gain de la deuxième place et talonne maintenant Brabham. Derrière les trois premiers, Hulme accuse déjà près de cinq secondes de retard et perd progressivement du terrain sur la BRM de Jackie Stewart, le pilote écossais ayant facilement pris l'ascendant sur Clark (en difficulté avec son sélecteur de vitesses) et sur Ginther, toujours ralenti par des problèmes d'alimentation. Bénéficiant de plus de puissance, Surtees double assez facilement Brabham dans la grande ligne droite, mais le champion du monde s'accroche à son sillage, compensant dans les virages sa moindre vitesse de pointe. Ralenti par ses problèmes de boîte de vitesses, Clark est bientôt dépassé par son coéquipier Pedro Rodríguez ; le champion écossais va d'ailleurs renoncer à la fin de son du neuvième tour, tringlerie de boîte hors d'usage. Surtees possède alors une seconde et demie d'avance sur Brabham, lui-même menacé par Rindt. Le trio de tête a nettement distancé le reste du peloton, maintenant mené par Stewart qui vient de dépasser Hulme. Sixième à seize secondes du leader, Rodríguez a distancé Ginther. Depuis le départ, Graham Hill est aux prises avec un moteur fonctionnant mal et accuse déjà plus d'une demi-minute de retard et ne peut empêcher l'Eagle de Dan Gurney de revenir assez rapidement sur lui.
Surtees doit attaquer sans relâche pour maintenir une mince avance sur Brabham et Rindt. Quelques secondes derrière, Stewart tourne sur le même rythme que les premiers, malgré un moteur qui commence à perdre un peu de son huile, et a légèrement distancé Hulme. Rodríguez se maintient facilement à la sixième place, continuant à creuser l'écart sur la Honda de Ginther. Le moteur de Hill peine de plus en plus et le Britannique a été contraint de laisser passer Gurney, avant d'abandonner quelques minutes plus tard. Alors qu'on approche du tiers de la course, Surtees est parvenu à se constituer trois secondes d'avance sur Brabham, l'Australien étant toujours talonné par Rindt. Stewart, qui a réduit l'écart, est seulement trois secondes plus loin, . Hulme, toujours cinquième, voit peu à peu Rodríguez se rapprocher de lui. La piste s'est peu à peu nettoyée et la cadence augmente. Stewart améliore le record du circuit et revient dans les roues de Rindt, qu'il ne tarde pas à dépasser. Ródriguez vient alors de dépasser Hulme, sous les acclamations du public, et occupe le cinquième rang. Cependant, alors que Stewart commence à menacer Brabham, qui a perdu le contact avec Surtees, le moteur de la BRM expire, ayant perdu toute son huile. Rindt retrouve la troisième place, devant Ródriguez qui avait vaillamment résisté aux attaques de Hulme avant que ce dernier n'effectue un tête-à-queue ; à cause d'un embrayage défaillant, le Néo-Zélandais va mettre perdre plus d'une minute, rétrogradant à la neuvième place derrière la Cooper de Joseph Siffert et la Honda de Ronnie Bucknum. Ginther, dont le moteur semble enfin avoir recouvré toute sa puissance, est maintenant cinquième, tenant Gurney à distance. On approche de la mi-course et l'écart entre Surtees et Brabham s'est stabilisé à quatre secondes. Rindt, qui n'est pas parvenu à suivre la cadence, accuse maintenant dix secondes de retard. Il n'ira guère plus loin, une rotule de suspension avant cédant au moment d'aborder l'épingle précédant les stands. Le même incident va peu après affecter Siffert. Derrière Surtees et Rindt, inaccessibles, Rodríguez est désormais confortable troisième, Ginther naviguant à plus d'une demi-minute du Mexicain. Cinquième, Gurney, qui compte près d'un tour de retard, est sur le point d'être rattrapé par Hulme, qui effectue une belle remontée. Surtees et Brabham vont à tour de rôle améliorer le record du tour, à plus de 155 km/h de moyenne. La Cooper est cependant nettement plus rapide en ligne droite et le champion du monde ne parvient pas à inquiéter le Britannique et, à quinze tour de l'arrivée, l'écart entre les deux adversaires est toujours de cinq secondes. Alors que Rodríguez se dirigeait vers une belle troisième place, une rupture de transmission met fin à la course du jeune espoir mexicain. Ginther prend la troisième place, mais Hulme n'est plus qu'à une dizaine de secondes de la monoplace japonaise. Le stand Honda prévient alors son pilote de la menace et Ginther hausse le rythme, portant le record à plus de 158 km/h de moyenne. Ce ne sera cependant pas suffisant : peu après avoir pris un tour d'avance sur Ginther, Brabham, jugeant Surtees hors de portée, a légèrement levé le pied, laissant le Californien revenir dans ses roues et l'empêchant de se livrer à fond ; Hulme en profite alors pour rattraper la Honda qu'il va parvenir à dépasser juste avant l'arrivée, lui ravissant la troisième place. Surtees conclut la saison par une belle victoire qui lui vaut la deuxième place au championnat du monde, après une belle lutte avec Brabham qui s'est magnifiquement défendu avec une monoplace nettement moins puissante. Derrière Ginther, Gurney termine à une encourageante cinquième place sur l'Eagle équipée de l'antique moteur Climax quatre cylindres. Au volant de sa Cooper, Joakim Bonnier finit sixième, à deux tours du vainqueur.

### Classements intermédiaires
Classements intermédiaires des monoplaces aux premier, deuxième, troisième, cinquième, dixième, quinzième, vingtième, vingt-cinquième, trentième, quarantième, cinquantième et soixantième tours,.

### Classement de la course

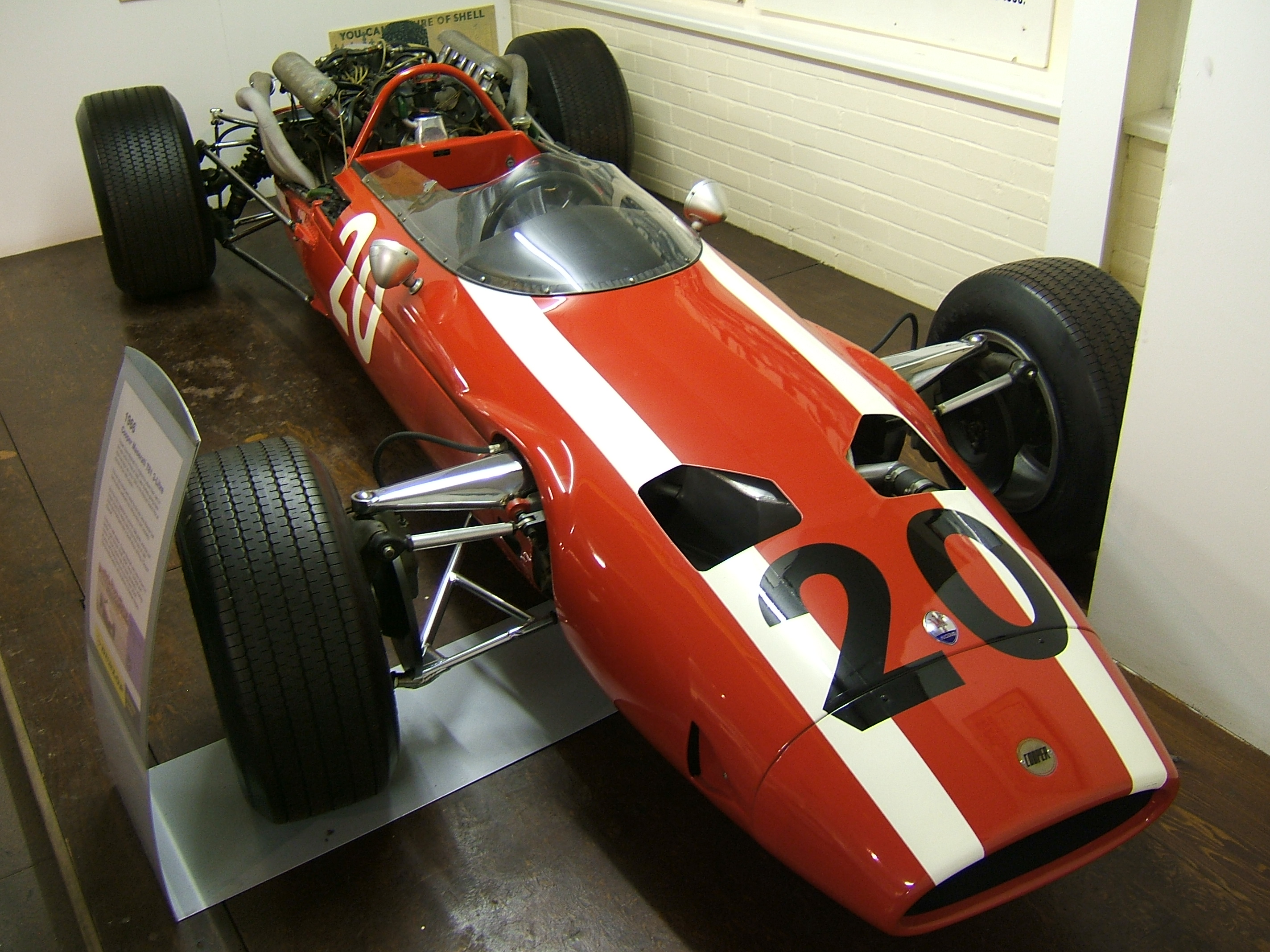
La Cooper T81 à moteur Maserati V12 du pilote privé Joakim Bonnier, sixième du GP du Mexique. C'est sur un modèle semblable, aux couleurs près, que John Surtees a remporté la victoire.

| Pos  | N° | Pilote          | Écurie          | Tours | Temps/Abandon                   | Grille | Points |
| ---- | -- | --------------- | --------------- | ----- | ------------------------------- | ------ | ------ |
| 1    | 7  | John Surtees    | Cooper-Maserati | 65    | 2 h 06 min 35 s 34              | 1      | 9      |
| 2    | 5  | Jack Brabham    | Brabham-Repco   | 65    | 2 h 06 min 43 s 22 (+ 7 s 88)   | 4      | 6      |
| 3    | 6  | Denny Hulme     | Brabham-Repco   | 64    | 2 h 06 min 43 s 45 (+ 1 tour)   | 6      | 4      |
| 4    | 12 | Richie Ginther  | Honda           | 64    | 2 h 06 min 46 s 88 (+ 1 tour)   | 3      | 3      |
| 5    | 15 | Dan Gurney      | Eagle-Climax    | 64    | 2 h 08 min 02 s 75 (+ 1 tour)   | 9      | 2      |
| 6    | 22 | Jo Bonnier      | Cooper-Maserati | 63    | 2 h 07 min 53 s 01 (+ 2 tours)  | 12     | 1      |
| 7    | 2  | Peter Arundell  | Lotus-BRM       | 61    | 2 h 08 min 33 s 62 (+ 4 tours)  | 17     |        |
| 8    | 14 | Ronnie Bucknum  | Honda           | 60    | 2 h 08 min 00 s 04 (+ 5 tours)  | 13     |        |
| Abd. | 11 | Pedro Rodríguez | Lotus-BRM       | 49    | Couple conique                  | 8      |        |
| Abd. | 17 | Bruce McLaren   | McLaren-Ford    | 40    | Moteur                          | 14     |        |
| Abd. | 19 | Jo Siffert      | Cooper-Maserati | 33    | Suspension avant                | 11     |        |
| Abd. | 8  | Jochen Rindt    | Cooper-Maserati | 32    | Rotule de suspension avant      | 5      |        |
| Abd. | 10 | Innes Ireland   | BRM             | 28    | Transmission                    | 16     |        |
| Abd. | 4  | Jackie Stewart  | BRM             | 26    | Fuite d'huile                   | 10     |        |
| Abd. | 16 | Bob Bondurant   | Eagle-Weslake   | 24    | Alimentation                    | 18     |        |
| Abd. | 3  | Graham Hill     | BRM             | 18    | Moteur                          | 7      |        |
| Abd. | 1  | Jim Clark       | Lotus-BRM       | 9     | Tringlerie de boîte de vitesses | 2      |        |
| Abd. | 9  | Moises Solana   | Cooper-Maserati | 9     | Surchauffe moteur               | 15     |        |

Légende :
- Abd.=Abandon

### Pole position et record du tour
- Pole position :  John Surtees (Cooper) en 1 min 53 s 18 (vitesse moyenne : 159,039 km/h). Temps réalisé lors de la séance d'essais du samedi 22 octobre[17].
- Meilleur tour en course :  Richie Ginther (Honda) en 1 min 53 s 75 (vitesse moyenne : 158,242 km/h) au cinquante-huitième tour.

#### Évolution du meilleur tour en course
Le meilleur tour fut amélioré vingt-deux fois au cours de l'épreuve.

### Tours en tête
- Richie Ginther 1 tour (1)
- Jack Brabham 4 tours (2-5)
- John Surtees 60 tours (6-65)

## Classement final du championnat du monde
- Attribution des points : 9, 6, 4, 3, 2, 1 respectivement aux six premiers de chaque épreuve.
- Pour la coupe des constructeurs, même barème et seule la voiture la mieux classée de chaque équipe inscrit des points.
- Seuls les cinq meilleurs résultats sont comptabilisés. Jack Brabham doit donc décompter les trois points acquis en Belgique et Jochen Rindt les deux points acquis en Grande-Bretagne. Pour la coupe des constructeurs, Brabham-Repco doit décompter les trois points marqués en Belgique et les quatre points marqués en Italie, Ferrari le point acquis en Allemagne et Cooper-Maserati les deux points acquis en Grande-Bretagne et les trois acquis en Italie[17].

| Pos. | Pilote              | Écurie            | Points  | MON | BEL | FRA | GBR | NL | ALL | ITA | USA | MEX |
| ---- | ------------------- | ----------------- | ------- | --- | --- | --- | --- | -- | --- | --- | --- | --- |
| 1    | Jack Brabham        | Brabham           | 42 (45) | -   | (3) | 9   | 9   | 9  | 9   | -   | -   | 6   |
| 2    | John Surtees        | Ferrari & Cooper¹ | 28      | -   | 9   | -   | -   | -  | 6¹  | -   | 4¹  | 9¹  |
| 3    | Jochen Rindt        | Cooper            | 22 (24) | -   | 6   | 3   | (2) | -  | 4   | 3   | 6   | -   |
| 4    | Denny Hulme         | Brabham           | 18      | -   | -   | 4   | 6   | -  | -   | 4   | -   | 4   |
| 5    | Graham Hill         | BRM               | 17      | 4   | -   | -   | 4   | 6  | 3   | -   | -   | -   |
| 6    | Jim Clark           | Lotus             | 16      | -   | -   | -   | 3   | 4  | -   | -   | 9   | -   |
| 7    | Jackie Stewart      | BRM               | 14      | 9   | -   | -   | -   | 3  | 2   | -   | -   | -   |
| 8    | Mike Parkes         | Ferrari           | 12      | -   | -   | 6   | -   | -  | -   | 6   | -   | -   |
|      | Lorenzo Bandini     | Ferrari           | 12      | 6   | 4   | -   | -   | 1  | 1   | -   | -   | -   |
| 10   | Ludovico Scarfiotti | Ferrari           | 9       | -   | -   | -   | -   | -  | -   | 9   | -   | -   |
| 11   | Richie Ginther      | Cooper & Honda¹   | 5       | -   | 2   | -   | -   | -  | -   | -   | -   | 3¹  |
| 12   | Mike Spence         | Lotus             | 4       | -   | -   | -   | -   | 2  | -   | 2   | -   | -   |
|      | Dan Gurney          | Eagle             | 4       | -   | -   | 2   | -   | -  | -   | -   | -   | 2   |
| 14   | Bob Bondurant       | BRM               | 3       | 3   | -   | -   | -   | -  | -   | -   | -   | -   |
|      | Joseph Siffert      | Cooper            | 3       | -   | -   | -   | -   | -  | -   | -   | 3   | -   |
|      | Bruce McLaren       | McLaren           | 3       | -   | -   | -   | 1   | -  | -   | -   | 2   | -   |
| 17   | John Taylor         | Brabham           | 1       | -   | -   | 1   | -   | -  | -   | -   | -   | -   |
|      | Bob Anderson        | Brabham           | 1       | -   | -   | -   | -   | -  | -   | 1   | -   | -   |
|      | Peter Arundell      | Lotus             | 1       | -   | -   | -   | -   | -  | -   | -   | 1   | -   |
|      | Joakim Bonnier      | Cooper            | 1       | -   | -   | -   | -   | -  | -   | -   | -   | 1   |

| Pos. | Écurie              | Points  | MON | BEL | FRA | GBR | NL | ALL | ITA | USA | MEX |
| ---- | ------------------- | ------- | --- | --- | --- | --- | -- | --- | --- | --- | --- |
| 1    | Brabham-Repco       | 42 (49) | -   | (3) | 9   | 9   | 9  | 9   | (4) | -   | 6   |
| 2    | Ferrari             | 31 (32) | 6   | 9   | 6   | -   | 1  | (1) | 9   | -   | -   |
| 3    | Cooper-Maserati     | 30 (35) | -   | 6   | 3   | (2) | -  | 6   | (3) | 6   | 9   |
| 4    | BRM                 | 22      | 9   | -   | -   | 4   | 6  | 3   | -   | -   | -   |
| 5    | Lotus-BRM           | 13      | -   | -   | -   | -   | 2  | -   | 2   | 9   | -   |
| 6    | Lotus-Climax        | 8       | -   | -   | -   | 3   | 4  | -   | -   | 1   | -   |
| 7    | Eagle-Climax        | 4       | -   | -   | 2   | -   | -  | -   | -   | -   | 2   |
| 8    | Honda               | 3       | -   | -   | -   | -   | -  | -   | -   | -   | 3   |
| 9    | McLaren-Ford        | 2       | -   | -   | -   | -   | -  | -   | -   | 2   | -   |
| 10   | Brabham-BRM         | 1       | -   | -   | 1   | -   | -  | -   | -   | -   | -   |
|      | McLaren-Serenissima | 1       | -   | -   | -   | 1   | -  | -   | -   | -   | -   |
|      | Brabham-Climax      | 1       | -   | -   | -   | -   | -  | -   | 1   | -   | -   |

## À noter
- 5e victoire en championnat du monde pour John Surtees.
- 15e victoire en championnat du monde pour Cooper en tant que constructeur.
- 10e victoire en championnat du monde pour Maserati en tant que motoriste.